# Noordelijke Kruistochten
De Noordelijke Kruistochten of Baltische Kruistochten waren de veldtochten die de koningen van Denemarken en Zweden, de Duitse Orde en de Lijflandse Zwaardbroeders in de 12e en 13e eeuw voerden tegen de heidense volkeren wonend ten zuiden en oosten van de Oostzee om hen politiek te onderwerpen en te bekeren tot het christendom. Deels was dit voor het uitbreiden van de wereldlijke macht van de vorstenhuizen en ridderorden, deels in naam van de Grote Opdracht die men meende te hebben om heidenen te bekeren. Een andere factor was de rivaliteit met de oosters-orthodoxe kerk die met het Vorstendom Polotsk haar invloed over de Daugava en al bijna tot de Oostzee uitbreidde. Praktische redenen waren onder meer het geringe succes dat de grote kruistochten naar het Heilig Land hadden ondervonden, waardoor het Baltische gebied als alternatief werd gekozen, maar ook economische expansie die een onrustige bezitloze adel, onder meer door de invoering van het eerstgeboorterecht, in Scandinavië en Duitsland zocht in Noord- en Oost-Europa.

## Fasen
De Noordelijke Kruistochten verliepen in verschillende fasen, waarvan de Lijflandse Kruistocht (1198–1290) de belangrijkste is, hoewel hierbij wellicht beter gesproken kan worden van een koepelbegrip voor verschillende tijdperken. Voorts zijn er nog de Wendische Kruistocht (1147) en de Pruisische Kruistocht (1222–1295). De heidense volkeren waren voornamelijk Balten, maar de Esten en Öselaren waren van Fins-Oegrische afkomst en de Polaben zijn bij de Slavische volkeren in te delen. Dit terwijl de kruisvaarders allemaal Germaanse talen spraken: Duits, Zweeds en Deens. De kruistochten brachten naast politieke onderwerping ook culturele assimilatie voort, in de eerste plaats natuurlijk de kerstening waarom zij in naam begonnen waren, maar ook germanisering. De economische ondergeschiktheid aan de nieuwe Germaanstalige adel laat zich vatten in het woord horigheid zoals die in Midden- en West-Europa al bestond.

## Lijst van Noordelijke Kruistochten
- Kalmare ledung (1123)
- Wendische Kruistocht (1147)

De vestigingsgebieden van de Baltische stammen rond 1200

- Eerste Zweedse Kruistocht (ca. 1155; historiciteit omstreden)
- Deense Kruistocht van 1187 (ca. 1187)
- Deense Kruistocht van 1191
- Deense Kruistocht van 1202
- Tweede Zweedse Kruistocht (1245–1255)
- Derde Zweedse Kruistocht (1293)
- Pruisische Kruistocht (1222–1295)
- Lijflandse veldtocht tegen Novgorod, inclusief de Slag op het IJs (1240–1242)
- Lijflandse Kruistocht (1283–1410)